# Old Skull
Old Skull è un album di cover del gruppo Necrodeath del 2010.

È stato pubblicato il occasione del venticinquesimo anniversario della nascita ufficiale della band il 5 febbraio 2010.
La registrazione è stata curata da Pier Gonella nel suo studio MusicArt studio, mentre la masterizzazione è stata eseguita da Simone Mularoni presso il Fear Studio.

## Tracce
1. Mater Tenebrarum (2010) 4:23
2. Black Magic (Slayer cover) 3:10
3. Raise the Dead (Bathory cover) 3:07
4. Pleasure to Kill (Kreator cover) 3:16
5. Paranoid (Black Sabbath cover) 2:38
6. Sodomy and Lust (Sodom cover) 4:23
7. Bloodlust (Venom cover) 3:03
8. Ace of Spades (Motörhead cover) 2:40
9. Am I Evil? (Diamond Head cover) 7:32
10. Mater Tenebrarum (1985) 5:21

## Formazione
Formazione 1-9:
- Flegias - voce
- Pier Gonella - chitarra
- Peso - batteria
- GL - basso

Formazione 10:
- Ingo: voce
- Peso: batteria
- Claudio: chitarra
- Paolo: basso

## Special Guest
- Claudio (ex Necrodeath): chitarra nella 3
- A.C. Wild (Bulldozer): voce nella 1
- Andy Panigada (Bulldozer): chitarra nella 8
- Andy Bonfiglio (ex-Necrodeath): chitarra nella 9
- Alberto Penzin (ex-Schizo, Mondocane): basso nella 6
- John (ex-Necrodeath, Raza de Odio, Cadaveria, DyNAbyte): basso nella 2